# Zushi
Zushi (逗子?) è una città della prefettura di Kanagawa in Giappone, a circa 53 km a Sud-Sud-Ovest di Tokyo, città alla quale è collegata dalla linea ferroviaria di Yokosuka.
Nel 2003 la circoscrizione aveva una popolazione stimata di 58.597 abitanti ed una densità di 3.379,30 persone per km². L'area totale della città è di 17,34 km².
La città ha acquisito l'indipendenza amministrativa il 15 aprile 1954.
Zushi possiede una frequentata spiaggia ed è raggiungibile con la linea Yokosuka e la linea Keikyu.
Zushi possiede due stazioni ferroviarie, quella di Zushi, dove arriva la linea JR Yokosuka, e quella di Shin-Zushi, dove arriva la linea Keikyu e che si trova più a sud.
A Zushi hanno abitato molti famosi scrittori (ad esempio Roka Tokutomi e Shintarō Ishihara).
Nel suo sobborgo di Hiroyama si trovano le seconde case dell'élite di Tokyo, comprese quella del presentatore televisivo Monta Mino, quella dell'attuale Governatore di Tokyo Shintarō Ishihara e del suo defunto fratello attore Yūjirō Ishihara.
Zushi ospita inoltre il centro abitativo di Ikego delle famiglie della Marina Militare USA. Ikego era originariamente un magazzino di munizioni della Marina Imperiale giapponese e copre circa 3 km², dei quali circa uno è dedicato agli alloggi delle famiglie dei militari USA. Ikego esiste dal 1996 e contiene 854 unità abitative per 3.400 famigliari delle forze armate. Si trova a circa 12 km dalla base della Marina USA di Yokosuka.